# Джон Колтер
Джон Колтер (англ. John Colter; 1774, Вірджинія — 7 травня 1812 або 22 листопада 1813, Міссурі) — один з перших маунтінменів на Дикому Заході США, учасник експедиції Льюїса і Кларка.

## Раннє життя
Джон Колтер народився у 1774 році в окрузі Огаста, Вірджинія. Приблизно у 1780 році його сім'я переїжджає на захід і поселяється поблизу сучасного міста Мейсвілл, штат Кентуккі.
Подорослішавши, він записується в загін рейнджерів, яких очолював Саймон Кентон. Колтер мав зріст 1 м 78 см і навички життя на фронтирі. 15 жовтня 1803 року Меррівезер Льюїс запросив його взяти участь у першій сухопутній експедиції, шлях якої пролягав через територію США від атлантичного узбережжя до тихоокеанського і назад.

## Експедиція Льюїса і Кларка
Керівники експедиції — Меррівезер Льюїс і Вільям Кларк — зібрали групу з 43 осіб і взяли із собою великий обсяг припасів, зброю і подарунки для індіанців.
На самому початку експедиції між Колтером і сержантом Джоном Ордуей стався випадок, у результаті якого Колтер ледь не потрапив під трибунал. Але був прощений, після того, як перепросив і дав обіцянку, що надалі такого не допустить.
Серед учасників експедиції Колтер вважався одним з найкращих стрільців. Зазвичай він вирушав окремо у пошуках найкращих місць для полювання. Саме Колтер виявив індіанців племені-Персе, які дуже допомогли учасникам експедиції. Ні-Персе показали прохід через Скелясті гори і детально розповіли про місцевість, яку експедиція повинна була перетнути, щоб потрапити на узбережжя Тихого океану. Коли учасники експедиції досягли гирла річки Колумбія, була сформована невелика група, для обстеження тихоокеанського узбережжя сучасних штатів Орегон і Вашингтон. Керівники експедиції, серед інших, вибрали Колтер до складу цієї групи. Мета подорожі була досягнута — експедиція дісталася до Тихого океану.
Навесні 1806 року мандрівники почали повернення додому. Досягнувши верховий річки Міссурі, вони зупинилися в селі манданів, де зустріли двох траперів — Фореста Генкока і Джозефа Діксона. Ці жителі фронтиру вирушали на пошуки хутрових звірів. 13 серпня 1806 року Льюїс і Кларк дозволили Колтеру покинути експедицію, щоб приєднатися до Генкока і Діксона. Пробувши з траперів близько двох місяців, він повернувся на схід. У гирлі річки Платт Колтер зіткнувся з групою мисливців і траперів, яку очолював Мануель Ліза. Він вирішує не їхати в Сент-Луїс і повертається на захід, разом з людьми Лізи.
У місці злиття річок Єллоустоун і Біґгорн, Колтер бере участь у будівництві форту Реймонд, а пізніше, за вказівкою Мануеля Лізи вирушає на пошуки індіанців кроу.

## Дослідження Єллоустоун
Покинувши форт Реймонд у жовтні 1807 року, Колтер досліджував місцевість, яка пізніше стане відома як Єллоустоунський національний парк і Національний парк Гранд-Тітон. Ймовірно він був першою білою людиною, хто виявив геотермальні джерела.
Колтер перетнув Американський континентальний вододіл, досліджував береги озера Джексон, пройшов через Титон-Пасс, гірський перевал на заході сучасного штату Вайомінг, відвідав долину П'єрс-Хоул в Айдахо. Потім він повернув на схід і виявив озеро Єллоустоун. У форт Реймонд Колтер повернувся навесні 1808 року. Він виконав дивовижний шлях, довжиною в сотні кілометрів, причому зробив це в розпал зими, коли температура вночі у січні в цьому регіоні зазвичай тримається близько — 34 ° C.
Розповіді Колтера про джерела і гейзери вважалися неправдивими аж до 1860-х років, коли наукова експедиція Девіда Фолсома у 1869 році піднялася вздовж річки Єллоустоун до озера Єллоустоун. Багато сміялися над ним і називали жартома місця, про які він розповідав, Пеклом Колтер. Колтер був першою людиною європейського походження, хто докладно дослідив майбутній штат Вайомінг.

## Біг Колтера
У 1808 році Колтер, разом з Джоном Поттсом, ще одним учасником експедиції Льюїса і Кларка, супроводжував групу індіанців кроу в форт Реймонд, коли на них напали чорноногі. У подальшому бою обидва були поранені, але змогли щасливо дістатися до форту.
На наступний рік Колтер і Поттс знову піддалися атаці чорноногих. Вони переправлялися по річці Джефферсон, коли близько сотні чорноногих оточили їх і зажадали зійти на берег. Трапери чинили опір і вбили одного з індіанців. У бою, що зав'язався Поттс був убитий, його труп індіанці розрубали на шматки, а Колтера полонили. Родичі загиблого воїна хотіли відразу вбити його, але вожді чорноногих не дозволили цього зробити. Замість цього, вожді вирішили дати Колтеру шанс на порятунок. Його роздягли догола і наказали бігти геть. Коли він пішов на значну відстань, група молодих воїнів почала переслідувати його. Пробігши деякий час, американець помітив, що один з індіанців вирвався вперед і наздоганяє його. Розуміючи, що втекти не вдасться, він став просити про помилування. Але чорноногих атакував Колтер. Втікачеві вдалося вихопити з рук нападника спис і вбити індіанця, після чого, він забрав ковдру чорноногого і продовжив бігти від переслідувачів.
Незабаром йому вдалося добігти до найближчої річки, пройшовши шлях близько 5 миль. Колтер зауважив боброву греблю і вирішив сховатися в ній. Пірнувши під неї, він сплив на поверхню — від чорноногих його приховувала хатка бобра. Просидівши у воді майже добу і переконавшись, що індіанці пішли, він продовжив свій шлях. Його єдиним одягом була захоплена ковдра. Через 11 діб утікач дістався найближчого форту білих людей на річці Літтл-Бігхорн.

## Останні роки життя
У 1810 році Колтер взяв участь у спорудженні форту на заході Монтани. У тому ж році двоє його партнерів були вбиті чорноногими. Ця подія переконала Колтера виїхати в Сент-Луїс.
У Міссурі він одружився і купив ферму поблизу сучасного міста Нью-Гейвен. Приблизно в тому ж 1810 році він зустрівся з Вільямом Кларком і допоміг йому в складанні карти заходу США.
Під час Англо-американської війни Колтер записується в рейнджери, під керівництвом Натана Буна. Точна дата смерті Джона Колтера не встановлена. За даними одних джерел, він помер від жовтяниці 7 травня 1812 року і був похований неподалік від Нью-Гейвена, Міссурі. За іншими даними, Колтер помер 22 листопада 1813 року.